# 민원식 (1898년)
민원식(閔瑗植, 1898년 ~ ?)은 일제강점기의 독립운동가, 기업인이자 대한민국의 언론인으로 본관은 여흥이다.
민영환의 6촌인 민영철의 셋째 아들로 태어났다. 열두살 때 가족이 상하이로 망명을 했고, 그 뒤 프랑스로 유학을 갔다. 사촌형 민희식을 따라 네바다 대학교에 들어갔다.
일제강점기 시대에는 동아교통공사 경성지사 고문을 맡았고 대한민국 임시 정부 대표인 김규식을 보좌하기도 했다. 서양화가 윤시선과 결혼했다.
1945년 9월 6일 백남진, 남정린(南廷麟) 등과 함께 영자신문인 서울타임스(뒤에 서울데일리뉴스로 바꿈)를 창간했다. 11월 30일 연합통신을 설립하여 AP통신과 계약했고 12월 20일 국제통신과 합병하여 합동통신이 되었다.
1946년 12월 동아교통공사 직원들이 만든 조선여행사의 사장으로 추대되었다. 1950년 한국 전쟁 중 부인 윤시선과 함께 서울에 있다가 납북되었다.